# Terzo Dottore
Il Terzo Dottore è un personaggio immaginario interpretato da Jon Pertwee, nella serie televisiva britannica di fantascienza Doctor Who.
Si tratta della terza incarnazione del "Dottore", il protagonista della celebre serie di culto prodotta dalla BBC. Pertwee interpretò il personaggio dal 1970 al 1974, riprendendo il ruolo nello speciale per il ventesimo anniversario della serie The Five Doctors (1983).

## Biografia del personaggio
Dopo la rigenerazione del secondo Dottore, imposta dai Signori del Tempo, il terzo Dottore fu obbligato a restare sulla Terra in esilio. A differenza dei suoi predecessori il terzo Dottore è entusiasta di combattere fisicamente i propri nemici, ed ha una grande passione per le arti marziali, soprattutto per l'Aikido Venusiano.
Durante il suo esilio sulla Terra il suo mezzo di locomozione preferito è una spider color giallo canarino, la famosa Bessie. Nonostante fosse in esilio, viene saltuariamente mandato in missioni sotto copertura dai Signori del Tempo, agendo come mediatore.
Nonostante la sua occasionale arroganza, causata dalla frustrazione del suo esilio, il terzo Dottore teneva ai suoi compagni in una maniera quasi paterna; ha addirittura avuto un'ammirazione, seppur celata, per la sua nemesi, il Maestro, e per il brigadiere Lethbridge-Stewart, col quale divenne poi amico. Come compagne/assistenti ha avuto Liz Shaw, Jo Grant e la giornalista Sarah Jane Smith. Aveva l'abitudine di usare la frase "invertire la polarità del flusso di neutroni". 
In The Three Doctors si ritrova a collaborare suo malgrado con la sua precedente incarnazione, il Secondo Dottore, per aiutare i Signori del Tempo, ma le loro diverse personalità li rende difficile andare d'accordo e solo la presenza del Primo Dottore permette loro la riuscita della missione. Come premio per i suoi servizi, il Terzo Dottore viene liberato dal suo esilio dalla sua gente. 
Le sue avventure si sono concluse quando in Planet of the Spiders è stato esposto a pericolose radiazioni; è ritornato morente al suo laboratorio ed è collassato davanti a Sarah Jane e al brigadiere, rigenerandosi nel Quarto Dottore, pronunciando come ultime parole "Una lacrima, Sarah Jane? No, no, non piangere. Finché c'è vita, c'è ..." prima di perdere i sensi.

## Aspetto

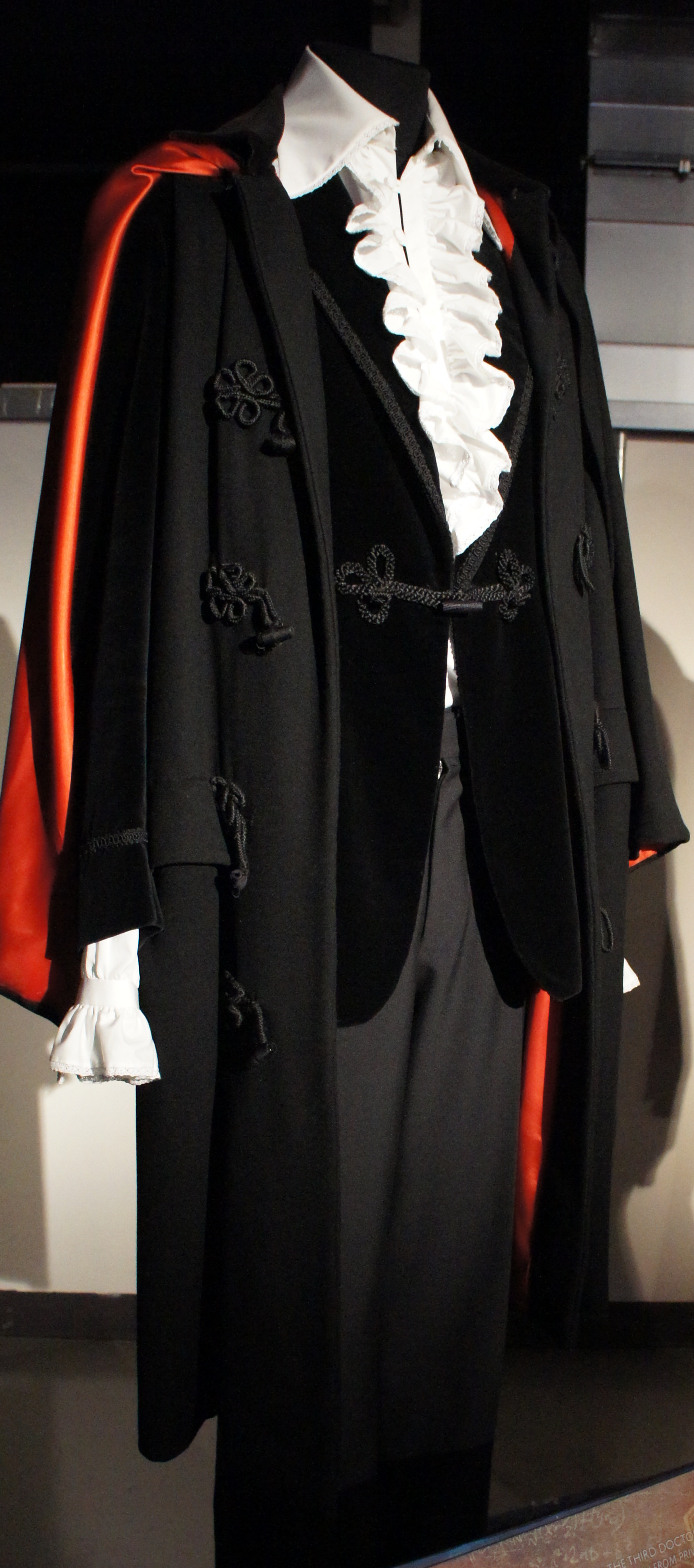
Il vestito del Terzo Dottore alla Doctor Who Experience a Cardiff.

Durante le sue prime due stagioni, indossò un cappotto a righe rosse sopra ad uno smoking di velluto nero e una camicia con il pizzo con una varietà di cravatte. Dall'inizio della stagione del 1971, quando il suo aspetto fu rinnovato da Ken Trew, Pertwee indossò una giacca rossa ed un mantello viola. La sua prima incarnazione si è riferita a lui come un "dandy" mentre la seconda come "fancy pants". Il suo aspetto era di un uomo sulla cinquantina d'anni con i capelli bianchi.

## Stile delle storie
Le storie del terzo Dottore furono le prime ad essere trasmesse a colori. Le prime stagioni furono ambientate sulla Terra, a causa del suo esilio da parte dei Signori del Tempo. Sulla Terra lavorò a stretto contatto con la UNIT e con il brigadiere Lethbridge-Stewart. Dopo la sconfitta di Omega in The Three Doctors, al Dottore fu concessa piena libertà in gratitudine per aver salvato Gallifrey.
L'era del terzo Dottore introdusse molti famosi nemici: gli Autons, il Maestro, Omega, i Sontaran, i Siluriani, e reintrodusse i Dalek, dopo la loro scomparsa di cinque anni. Il terzo Dottore fu l'unico Dottore della serie classica a non incontrare i Cyberman (l'unico incontro è avvenuto durante The Five Doctors, episodio speciale sulle prime cinque incarnazioni del Dottore).

## Apparizioni successive
Il terzo Dottore, dopo la sua rigenerazione avvenuta in Planet of the Spiders (1974), è apparso nello speciale The Five Doctors (1983), dove viene rapito dalla sua linea temporale e accoppiato con Sarah Jane nel piano del Signore del Tempo Borusa. Una recita per il teatro, Doctor Who - The Ultimate Adventure, fu prodotta nel 1989, rappresentata da Jon Pertwee e, occasionalmente, da Colin Baker, come Sesto Dottore. Nel 1993 il Terzo Dottore apparve nello speciale, non canonico, dei trent'anni della serie. Fu un incontro fra Doctor Who e la soap opera EastEnders. Apparve anche in due storie audio: The Paradise of Death, e The Ghost of N-Space.
Immagini di repertorio sono state usate per farlo apparire negli episodi Il nome del Dottore e Il giorno del Dottore. 
Dal 2015, la Big Finish aveva prodotto una nuova serie di storie audio con il terzo Dottore intitolate The Third Doctor Adventures, con l'attore Tim Treloar in sostituzione di Jon Pertwee, morto nel 1996.